# Scooby-Doo et la Malédiction du treizième fantôme
Série
Scooby-Doo et le Fantôme gourmand
(2018) Scooby-Doo : Retour sur l'île aux zombies
(2019)
Pour plus de détails, voir Fiche technique et Distribution.
Scooby-Doo et la Malédiction du treizième fantôme (Scooby-Doo! and the Curse of the 13th Ghost) est un vidéo film d'animation américain réalisé par Cecilia Aranovich, sorti en 2019. Il s'agit du 32e long métrage de la franchise Scooby-Doo, détenue par Warner Bros., suite directe de la série télévisée Les Treize Fantômes de Scooby-Doo. En France, il a été diffusé le 21 avril 2019 sur France 3.
Dans la plupart des histoires de Scooby-Doo, les éléments paranormaux se révèlent être des subterfuges, ce qui n'est pas le cas dans ce film et de la série à laquelle il fait suite.

## Synopsis
L'équipe Scooby-Doo décide d'arrêter son activité de résolution de mystères et de vendre ses souvenirs y compris la Mystery Machine. Durant la vente, une boule de cristal s'illumine et les met en contact avec Vincent Von Spectre qui a besoin de leur aide pour capturer le treizième fantôme que Sammy, Daphné et Scooby-Doo n'ont pas capturé par le passé.

## Fiche technique
Sauf indication contraire, les informations mentionnées dans cette section peuvent être confirmées par la base de données cinématographiques IMDb,  présente dans la section « Liens externes ».
- Titre : Scooby-Doo et la Malédiction du treizième fantôme
- Titre original : Scooby-Doo! and the Curse of the 13th Ghost
- Réalisation : Cecilia Aranovich
- Scénario : Tim Sheridan, d'après la série télévisée Les Treize Fantômes de Scooby-Doo
- Montage : Robby Wells et Robert Ehreinreich
- Musique : Robert J. Kral
- Production : Jennifer Coyle, Amy McKenna ; Sam Register (exécutif)
- Sociétés de production : Warner Bros. Animation et Hanna-Barbera Productions
- Sociétés de distribution : Warner Bros. Home Entertainment
- Pays d'origine :  États-Unis
- Langue originale : anglais
- Genre : Animation, aventure, comédie horrifique et fantastique
- Format : couleur - digital - 1,78:1 (16/9) - son Dolby Digital 5.1
- Durée : 88 minutes
- Dates de sortie :
  - États-Unis : 5 février 2019 (directement en vidéo)
  - France : 20 février 2019 (DVD) ; 21 avril 2019 (TV)

## Distribution

### Voix originales
Sauf indication contraire, les informations mentionnées dans cette section peuvent être confirmées par la base de données cinématographiques IMDb,  présente dans la section « Liens externes ».
- Frank Welker : Scooby-Doo / Fred Jones
- Matthew Lillard : Sammy Rogers
- Kate Micucci : Véra Dinkley
- Grey Griffin : Daphné Blake
- Noshir Dalal : Benny / Flim Flam
- David Herman : Le shérif
- Maurice LaMarche : Vincent Van Ghoul / Bernie Alan / Vance Linklater
- Nolan North : Asmodeus / Mortifer / Morgan le fermier

### Voix françaises
- Éric Missoffe : Sammy Rogers / Scooby-Doo
- Mathias Kozlowski : Fred Jones
- Céline Melloul : Daphné Blake
- Caroline Pascal : Véra Dinkley
- Michel Mella : Vincent Van Ghoul
- Jean-Loup Horwitz : Morgan
- Jean-François Aupied : Shérif
- Marc Perez : Bernie
- Juan Llorca : Benny
Version française
  - Société de Doublage : Dubbing Brothers
  - Directeur artistique : Danièlle Bachelet
  - Adaptation : Antony Dal Molin

## Sortie vidéo (France)
- Scooby-Doo et la Malédiction du treizième fantôme (DVD-9 Keep Case) sorti le 20 février 2019 édité par Warner Bros. et distribué par Warner Home Vidéo France. Le ratio écran est en 1.78:1 panoramique 16:9. L'audio est en Français, Anglais, Allemand, Norvégien et Suédois 5.1 Dolby Digital avec sous-titres en français, néerlandais, danois, finlandais, norvégien et suédois. En supplément deux dessins animés vintage de Scooby-Doo : A tous les fantômes que j'ai aimés et Drôle d'horreur-scope. La durée du film est de 79 minutes. Il s'agit d'une édition Zone 2 Pal[2].

## Autour du film
- Si vous ne connaissez pas le sujet, laissez ce bandeau (vous pouvez alors contacter les auteurs).
- Si vous supprimez le contenu mis en cause (vous pouvez préalablement contacter les auteurs),

argumentez précisément cette suppression dans la page de discussion
(un manque de référence n'est pas un argument ; une recherche réelle de référence doit avoir été effectuée, être formellement documentée).
- Scrappy-Doo est absent du film, de plus, Fred et Véra semble ne jamais l'avoir rencontré quant Flim Flam parle de lui lors de ses retrouvailles avec Scooby-Doo, Sammy et Daphné alors que le neveu de Scooby était présent avec le Scooby-Gang dans la série Scooby-Doo et Scrappy-Doo.
- Frisson et Chair de poule sont absents eux aussi.
- L'absence de Fred et Véra dans Les Treize Fantômes de Scooby-Doo est expliquée car ils avaient quitté le Scooby-Gang temporairement lors de l'été où Sammy, Scooby et Daphné sont partis pour Honolulu avec Scrappy. Notons que dans le film, Fred et Véra rencontrent Flim Flam pour la première fois.
- Vincent Von Spectre a une personnalité différente par rapport à la série et il n'a plus de blanc dans les yeux comme Daphné et Flim Flam.
- Flim Flam a bien grandi et il est devenu un jeune homme.
- Lors de ses retrouvailles avec ses amis, Flim Flam voit Sammy avec son traditionnel t-shirt vert pour la première fois et il fait référence à ses t-shirts rouges qu'il portait dans la série.
- La plupart des objets que le Scooby-Gang vend dans leur vide-grenier provient de divers mystères qu'ils ont résolus par le passé comme le fait que le costume du Fantôme de l'espace de Scooby-Doo, où es-tu ? (saison 1 épisode 15) s'y trouve.
- La raison pour laquelle la traque du treizième fantôme n'a pas eu lieu dans la série n'est pas expliquée.
- Le rôle habituel des membres du Scooby-Gang est considérablement modifié par rapport à d'habitude. Fred perd toute assurance et joue le rôle de faire-valoir alors que Daphné prend la place de leader au point d'éclipser tous ses partenaires (elle est de loin le personnage qui apparaît le plus à l'écran, a le plus de dialogues et monopolise les scènes clés). Elle se révèle experte de la conduite avec boîte manuelle, du saut en parachute, du surf sur avalanche, etc. et matérialise ce nouveau rôle de premier plan par une nouvelle tenue très « femme d'action » et une nouvelle coiffure. Véra, quant à elle, va jusqu'à se mettre à croire aux fantôme.